# Championnat des Fidji de football 1998
Navigation
Saison précédente Saison suivante
La saison 1998 du Championnat des Fidji de football est la vingt-deuxième édition du championnat de première division aux Fidji. Les huit meilleures équipes du pays, plus l'équipe des Fidji des moins de 21 ans sont regroupées au sein d'une poule unique, où elles s'affrontent deux fois, à domicile et à l'extérieur. À la fin du championnat, le dernier du classement est relégué et remplacé par le meilleur club de Premier League, la deuxième division fidjienne.
C'est l'équipe de Nadi FC qui remporte la compétition après avoir terminé en tête du classement final, avec quatre points d'avance sur Ba FC et douze sur Tavua FC. C'est le septième titre de champion des Fidji de l'histoire du club, qui se qualifie du même coup pour la prochaine édition de la Coupe d'Océanie des clubs champions.

## Les clubs participants
| - Ba FC - Lautoka FC - Navua FC - Suva FC - Fidji U-21 - Promu | - Labasa FC - Nadi FC - Tavua FC - Rewa FC |

## Compétition
Le barème utilisé pour établir les différents classements est le suivant :
- Victoire : 3 points
- Match nul : 1 point
- Défaite : 0 point

### Classement
| Rang | Équipe      | Pts | J  | G  | N | P  | Bp | Bc | Diff |
| ---- | ----------- | --- | -- | -- | - | -- | -- | -- | ---- |
| 1    | Nadi FC     | 38  | 16 | 12 | 2 | 2  | 32 | 10 | +22  |
| 2    | Ba FCC      | 34  | 16 | 11 | 1 | 4  | 29 | 8  | +21  |
| 3    | Tavua FC    | 26  | 16 | 8  | 2 | 6  | 17 | 14 | +3   |
| 4    | Navua FC    | 23  | 16 | 7  | 2 | 7  | 25 | 25 | 0    |
| 5    | Suva FCT    | 21  | 16 | 7  | 0 | 9  | 19 | 19 | 0    |
| 6    | Labasa FCC  | 17  | 16 | 5  | 2 | 9  | 16 | 21 | -5   |
| 7    | Lautoka FC  | 17  | 16 | 5  | 4 | 7  | 16 | 27 | -11  |
| 8    | Fidji U-21P | 16  | 16 | 5  | 1 | 10 | 13 | 31 | -18  |
| 9    | Rewa FC     | 15  | 16 | 4  | 2 | 10 | 20 | 32 | -12  |

|  | Qualification pour la Coupe des champions d'Océanie 1999                         |
|  | Relégation directe en Premier League                                             |
|  | T: Tenant du titre C: Vainqueur de la Coupe des Fidji P: Promu de Premier League |

## Bilan de la saison
| Championnat des Fidji de football 1998                             |                    |
| Champion                                                           | Nadi FC (7e titre) |
| Coupes et trophées                                                 |                    |
| Vainqueur de la Coupe des Fidji 1998                               | Ba FC et Labasa FC |
| Qualifications continentales                                       |                    |
| Coupe des champions d'Océanie 1999                                 | Nadi FC            |
| Promotions et relégations                                          |                    |
| Promus en Championnat des Fidji de football                        | Nasinu FC          |
| Relégués en Championnat des Fidji de football de deuxième division | Rewa FC            |